# Opactwo Benedyktynów w Tyńcu
Opactwo benedyktynów w Tyńcu wraz z kościołem św. Piotra i św. Pawła (łac. Monasterium Tinecensis, niem. Benediktinerabtei  Tinz) – opactwo benedyktynów w Tyńcu w południowo-zachodniej części Krakowa. Opactwo w Tyńcu jest najstarszym z istniejących klasztorów w Polsce.

## Historia
Opactwo, usytuowane na wapiennym Wzgórzu Klasztornym nad Wisłą, ufundował najprawdopodobniej Kazimierz I Odnowiciel w 1044 r. Działo się to po kryzysie młodego państwa, wywołanym pogańskim buntem i czeskim najazdem. Benedyktyni mieli wspierać odbudowę państwa polskiego i Kościoła. Pierwszym opatem został Aaron z Kolonii. Część badaczy uważa natomiast, że opactwo tynieckie dla benedyktynów obecnych wcześniej w Krakowie ufundował dopiero syn Kazimierza Odnowiciela, Bolesław II Szczodry.
W II połowie XI w. powstał zespół romańskich budowli: trójnawowa bazylika oraz zabudowania klasztorne. W średniowieczu Tyniec znajdował się na terenie przygranicznym, a bliskość stołecznego Krakowa czyniła z opactwa przedmiot sporów jako miejsca o charakterze obronnym. Znajdująca się u stóp wzgórza przeprawa przez Wisłę miała duże znaczenie komunikacyjne, ale także ekonomiczno-skarbowe. W 1. połowie XIII stulecia założenie klasztorne zostało otoczone kamiennym murem. Taki system obrony okazał się jednak niewystarczający, bo w 1259 roku klasztor został zniszczony podczas najazdu tatarskiego. W II połowie XIII wieku na terenie opactwa wzniesiony został książęcy zamek na planie trójkąta z wieżą od strony skarpy wiślanej. W 1306 r. szwagier biskupa Jana Muskaty Gerlach de Culpen obległ, zdobył i spalił sprzyjające Władysławowi Łokietkowi opactwo. Na początku XIV w. we wschodnim skrzydle klasztornym powstał krzyżowo sklepiony kapitularz, a w XV w. otaczające wirydarz gotyckie krużganki. Nowy gotycki kościół zbudowano w XV wieku, a jego konsekracja miała miejsce w 1463 r. za rządów opata Macieja ze Skawiny. W XV wieku benedyktyni tynieccy zaliczali się do najbogatszych konwentów w Polsce – jak napisał Jan Długosz, benedyktyni tynieccy posiadali dobra, składające się „ze stu wsi i pięciu miasteczek”. Gdy w 1457 r. król Kazimierz Jagiellończyk wykupił księstwo oświęcimskie i księstwo zatorskie, Tyniec stracił znaczenie jako strażnica graniczna. Z tego powodu w XVI wieku budynek zamku przeszedł na własność klasztoru i został zaadaptowany na siedzibę opata. W latach 1618–1622 benedyktyni przebudowali gotycki kościół w stylu barokowym i w tej postaci zachował się zasadniczo bez zmian do naszych czasów. Nowy kościół konsekrowano 8 maja 1622. Barokowa przebudowa objęła również klasztor. Opactwo zostało zniszczone przez wojny w połowie XVII wieku, lecz wkrótce zostało odbudowane w stylu barokowym i powiększone (m.in. o bibliotekę). W XVIII wieku wzniesiono u podnóża wzgórza klasztornego mury obronne z basztami, później unowocześnione o bastiony. Kolejne zniszczenie dotknęło zabudowania klasztorne w latach 1771–1772 w związku z zamienieniem ich na punkt oporu konfederatów barskich, których oblegały w nim wojska rosyjskie, bombardując klasztor.
Mocą zawartego ze Stolicą Apostolską konkordatu wschowskiego w 1737 roku królowie Polski mieli prawo mianowania tynieckich opatów komendatoryjnych.
Odbudowy dokonał opat Florian Amand Janowski. W 1816 r. opactwo zostało zlikwidowane przez zaborców austriackich. W 1821 r. kościół został siedzibą biskupstwa tynieckiego z biskupem Grzegorzem Tomaszem Zieglerem na czele. Diecezję tę w 1826 roku przeniesiono do Tarnowa. Ostateczny cios zadał opactwu pożar, który wybuchł od pioruna uderzenia w 1831 r. i po którym odnowiono tylko kościół. Po okresie dziewiętnastowiecznego zaniedbania tyniecki kościół został odzyskany dla diecezji i odnowiony przez kardynała Jana Duklana Puzynę.
Mnisi, dzięki inicjatywie belgijskiego benedyktyna Karola van Oosta, powrócili do Tyńca po 123 latach 30 lipca 1939, a od 1947 r. odbudowywali podniszczony kompleks. W 1968 r. przywrócono opactwo.
8 maja 1991 o. Włodzimierz Zatorski założył przy opactwie Wydawnictwo Benedyktynów „Tyniec”. 14 stycznia 2006 dekret opata Bernarda Sawickiego powołał do życia Benedicite – Jednostkę Gospodarczą Opactwa Tynieckiego. Wtedy też rozpoczął się ostatni etap odbudowy. Jednostka zajmuje się m.in. prowadzeniem domu gości, kawiarni i restauracji oraz klasztornego sklepu na dziedzińcu (w przeszłości prowadziła sprzedaż produktów pod marką Produkty Benedyktyńskie). Jednostka gospodarcza działa w głównej mierze na terenie odbudowanej w lipcu 2008 roku tzw. Wielkiej Ruiny, w której goście mogą zatrzymać się na nocleg. Także w 2008 r. powstał Benedyktyński Instytut Kultury Aby chronić Dobro, z czasem przekształcony w Fundację Chronić Dobro.
19 sierpnia 2002 opactwo w Tyńcu odwiedził papież Jan Paweł II.
Oprócz domu gościnnego, restauracji, kawiarni i sklepu z produktami, na terenie klasztoru mieści się także muzeum opactwa oraz księgarnia Wydawnictwa Benedyktynów Tyniec.
Opactwo należy do benedyktyńskiej Kongregacji Zwiastowania.

## Zabytki
- Kościół klasztorny – trójnawowa świątynia ma gotyckie prezbiterium i barokową nawę główną. We wnętrzu najcenniejsze zabytki to:
  - rokokowy ołtarz główny z czarnego marmuru, przedstawiający Świętą Trójcę i apostołów św. św. Piotra i Pawła, którego twórcą był Franciszek Placidi
  - późnobarokowa ambona w kształcie łodzi, utrzymana w czarno złotej tonacji, autorstwa najprawdopodobniej Franciszka Józefa Mangoldta
  - w długim prezbiterium stanowiącym chór zakonny znajdują się stalle z XVII wieku, ozdobione motywami z życia świętych, w tym św. Benedykta
- Zabudowania klasztorne
  - krużganki klasztorne w stylu gotyckim
  - XIV-wieczny kapitularz
  - Opatówka z okresu średniowiecza (mieści małe muzeum)
- zabytkowa studnia z 1620 r. na środku dziedzińca
- dwie bramy prowadzące do klasztoru
- ogród renesansowy
- mury obronne z basztami

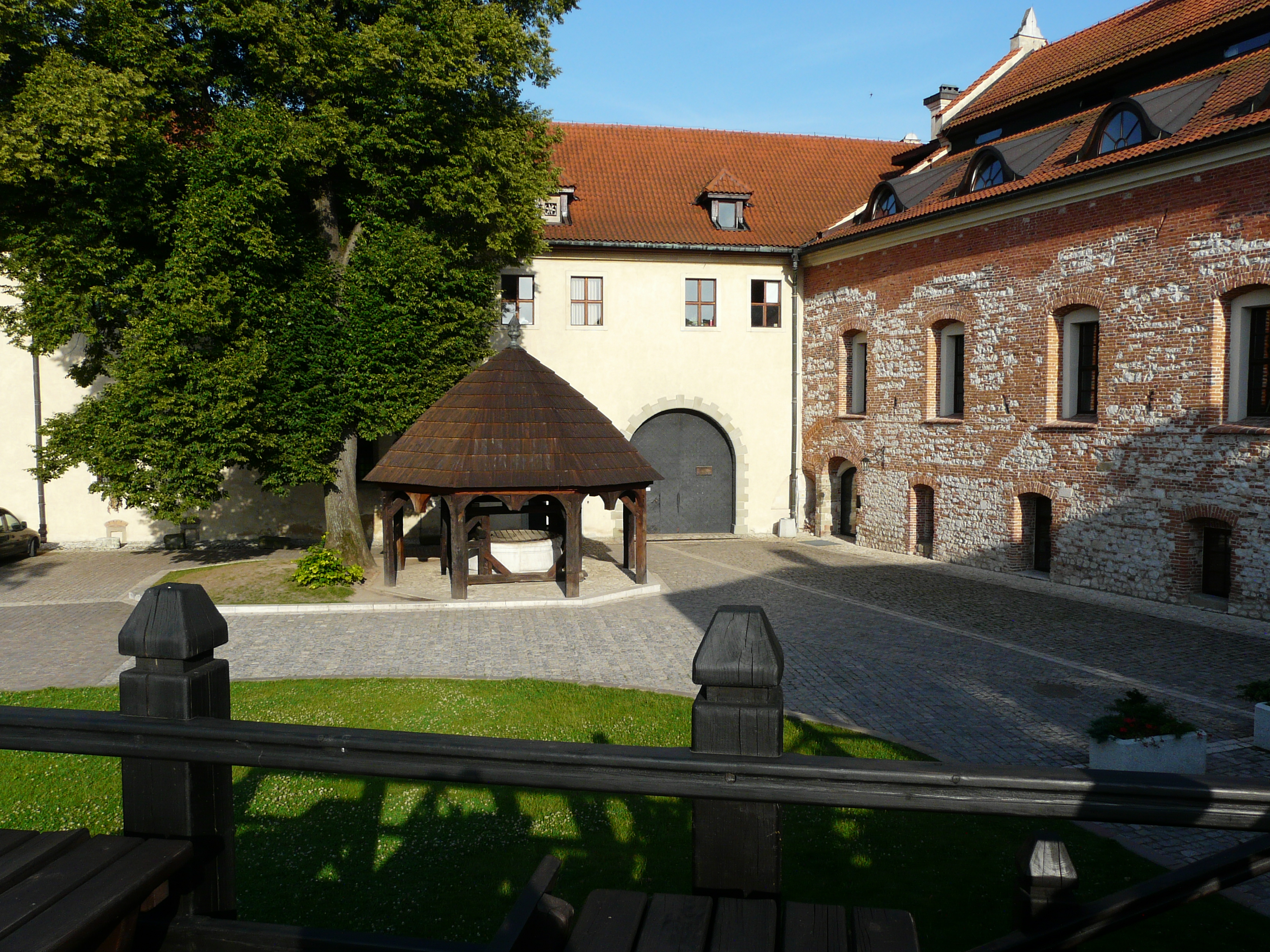
Dziedziniec ze studnią
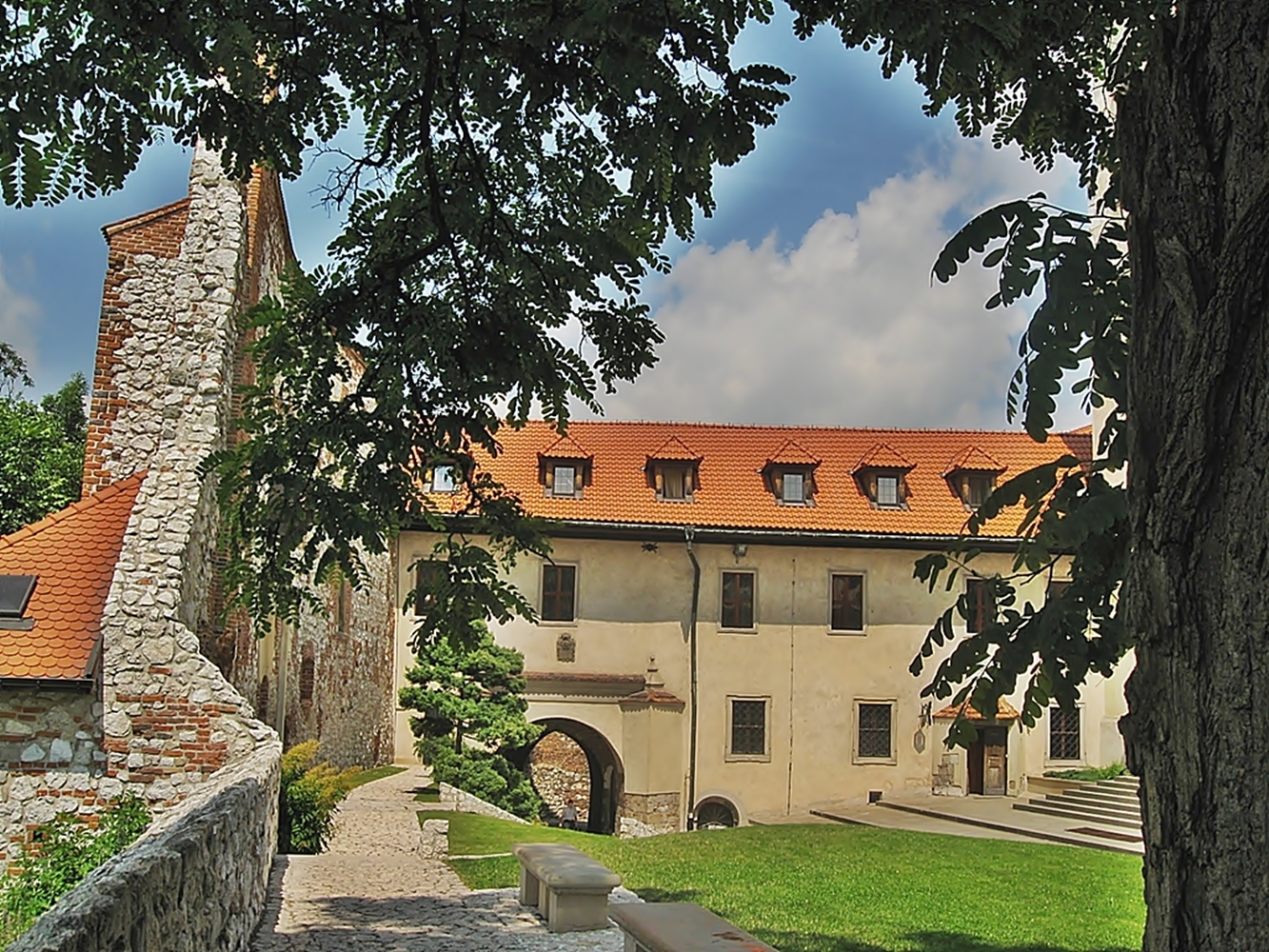
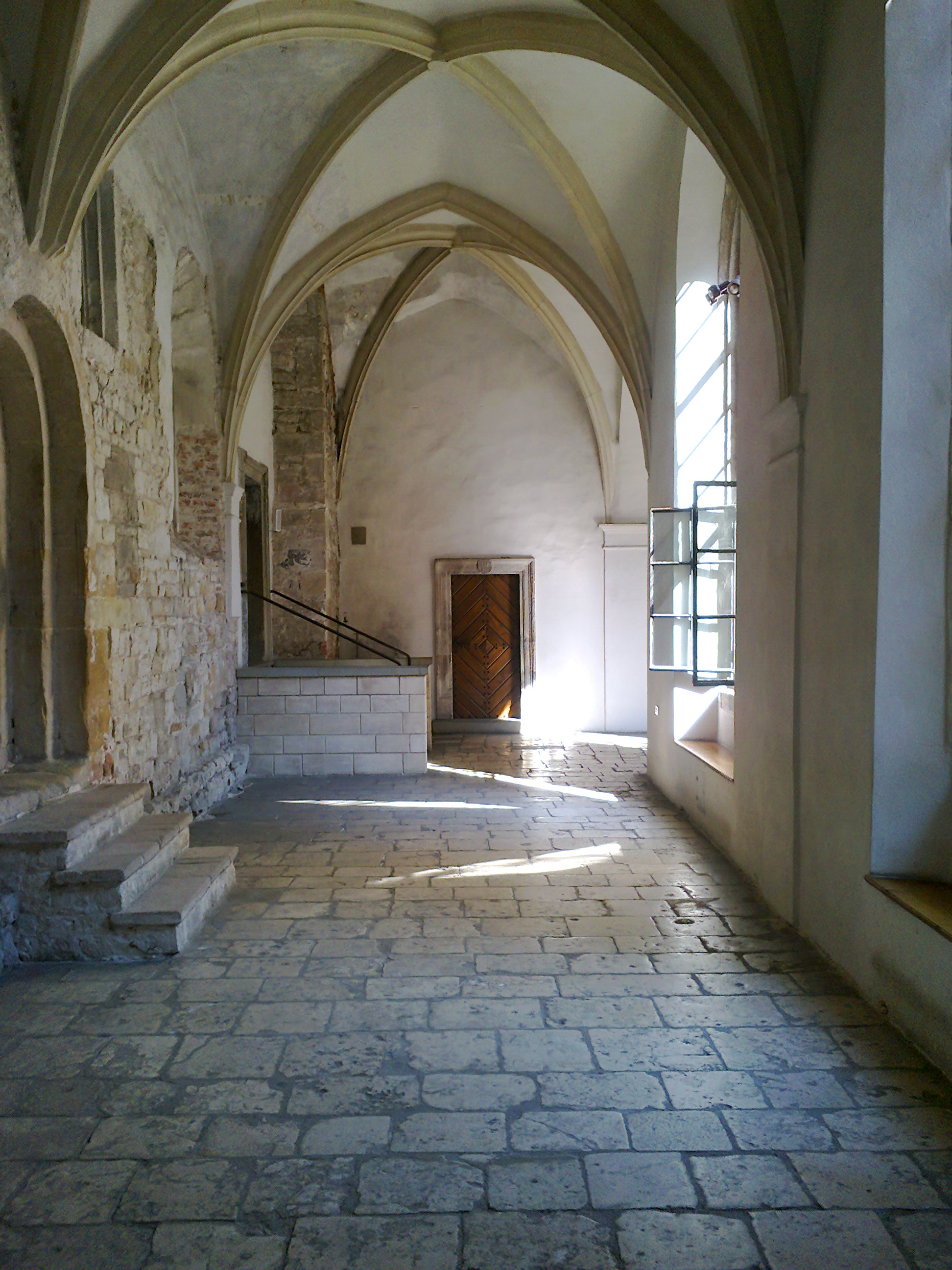
Krużganki z romańską ścianą i portalem uskokowym
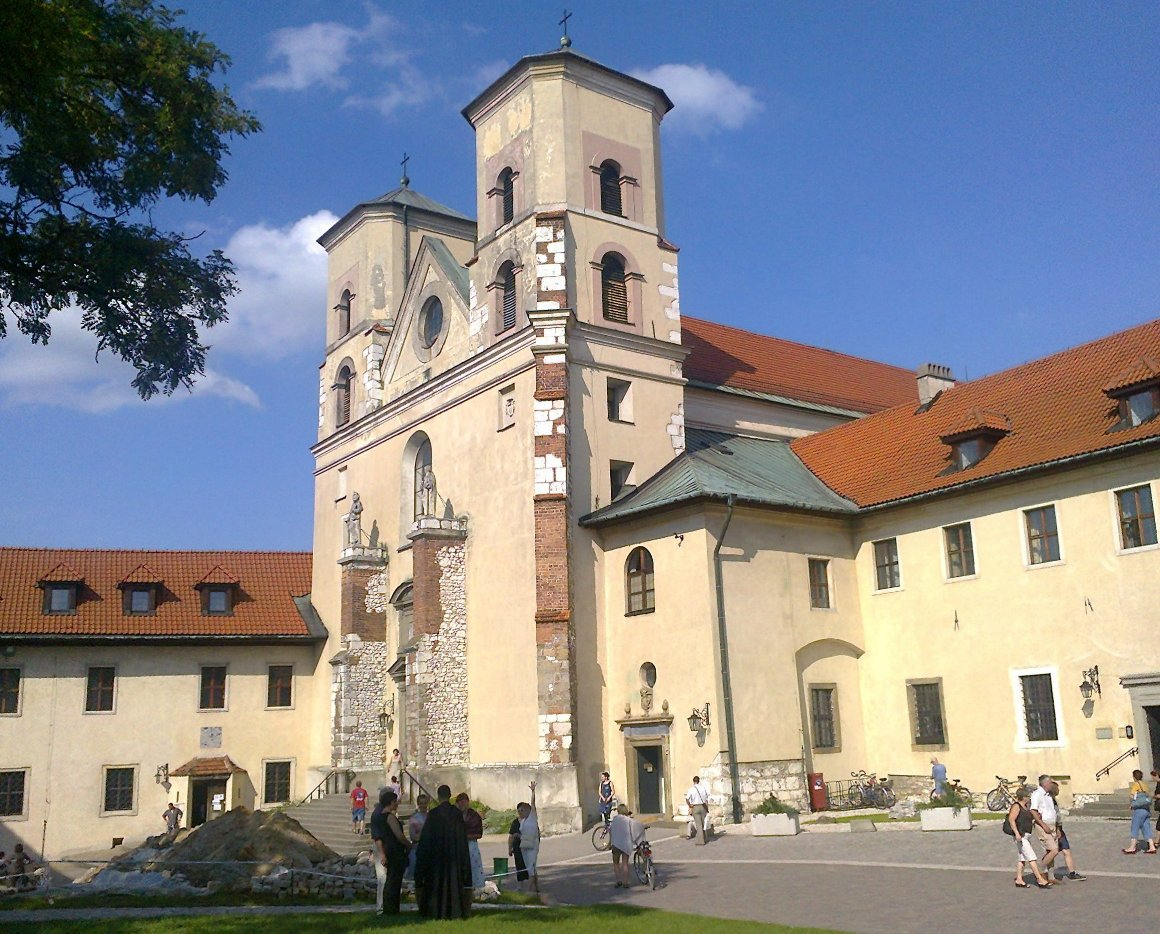
Kościół św. św. Piotra i Pawła
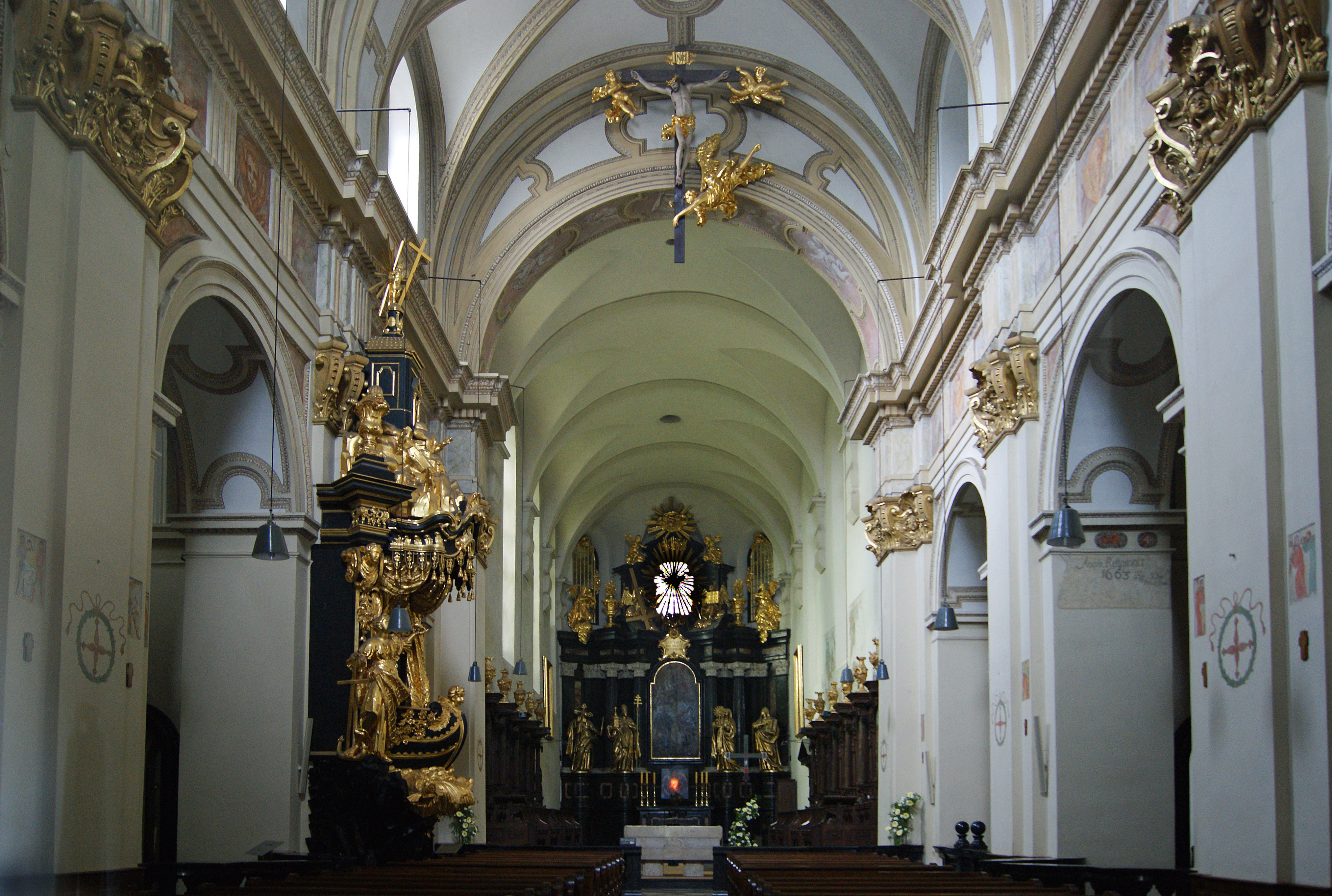
Wnętrze kościoła
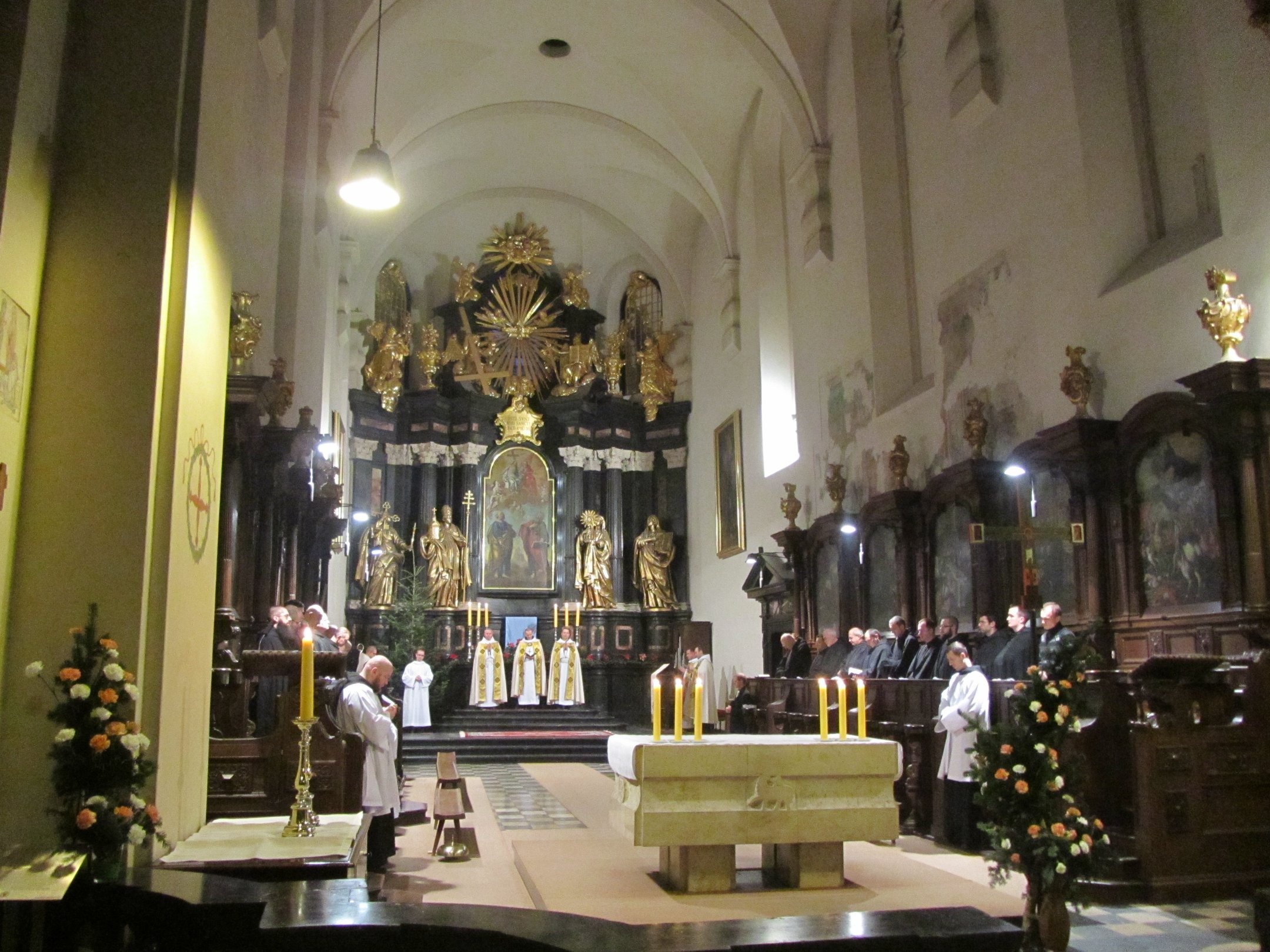
Prezbiterium kościoła
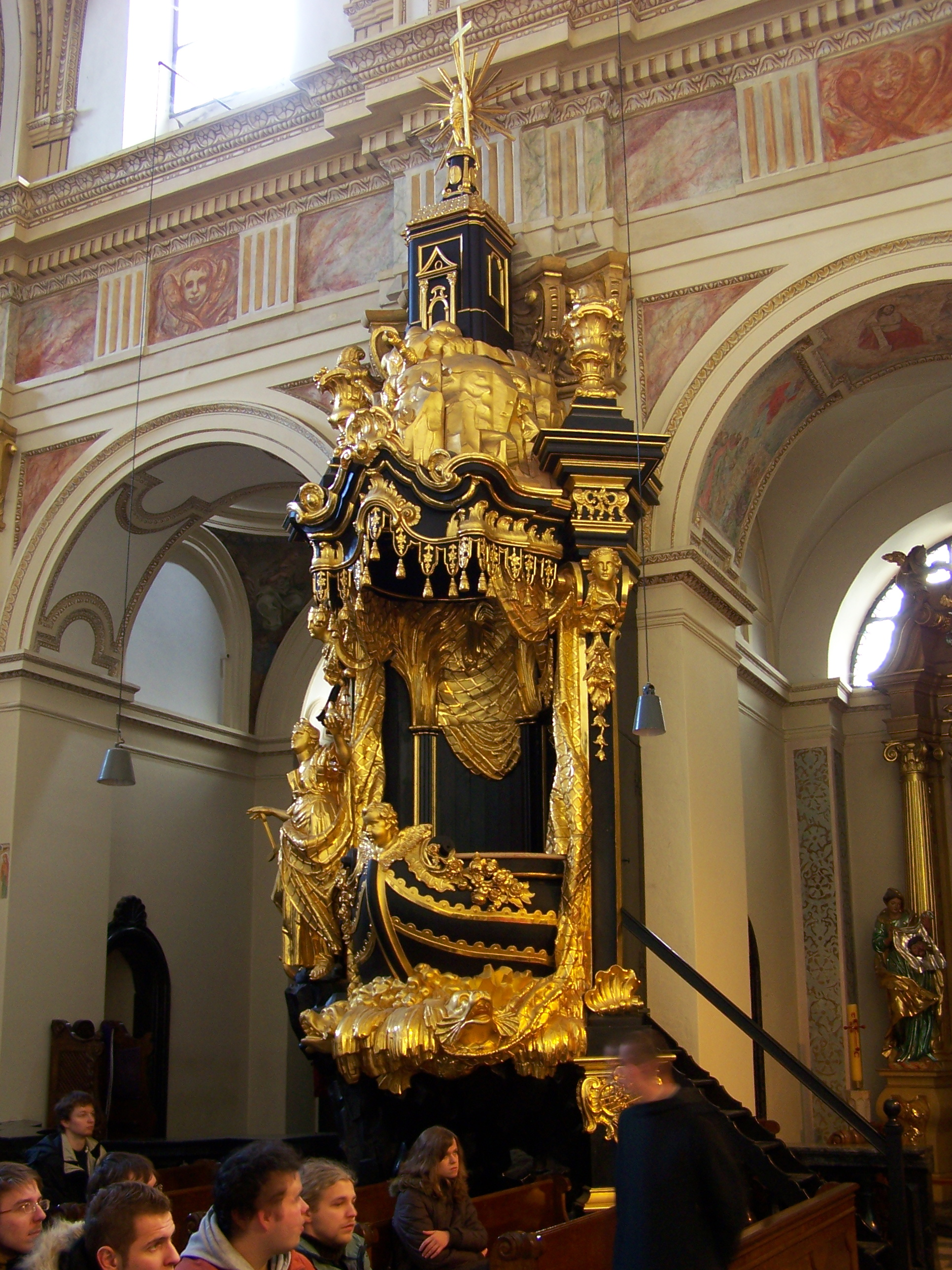
Ambona
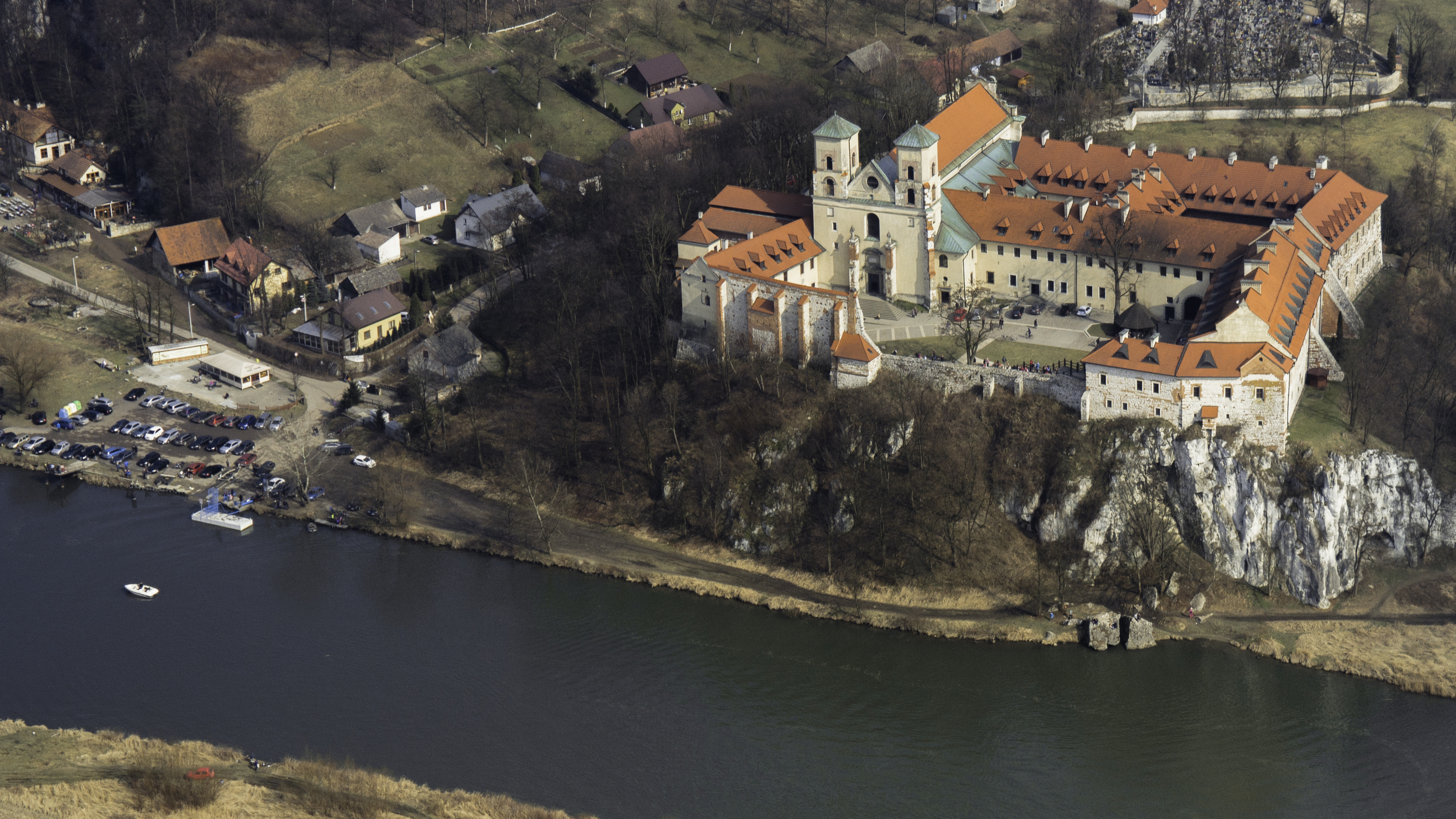
Opactwo widziane z powietrza

Ujęcie opactwa zostało wykorzystane w filmie Ogniem i mieczem (reż. Jerzy Hoffman) jako widok zdobytego Baru.
W pobliżu klasztoru, na brzegu Wisły, znajduje się przystanek tramwaju wodnego kursującego do centrum Krakowa.